# گیاه‌پارچ راموس
گیاه‌پارچ راموس (نام علمی: Nepenthes ramos)، یک گونه از سرده گیاه‌پارچ‌ها و بومی شمال شرقی میندانائو، فیلیپین است. این تنها از تعداد انگشت‌شماری از نمونه‌های هرباریوم جمع‌آوری شده در سال ۱۹۱۹ در ارتفاع ۶۷۰ متری از سطح دریا شناخته شده است. به احتمال زیاد در جنگل در خاک‌های فرامافیک رشد می‌کند.
گیاه‌پارچ راموس متعلق به گروه غیررسمی گیاه‌پارچ باله‌دار است که شامل، گیاه‌پارچ باله‌دار، گیاه‌پارچ سسیلیا، گیاه‌پارچ گل‌قلمی، گیاه‌پارچ سارانگانی، گیاه‌پارچ کاپلاندی، گیاه‌پارچ منقرض، گیاه‌پارچ همیگویتان، گیاه‌پارچ کیتانگلاد، گیاه‌پارچ فرا، گیاه‌پارچ لیته، گیاه‌پارچ نگروس و گیاه‌پارچ میندانائو می‌شود.
این گونه‌ها توسط تعدادی از خصوصیات ریخت‌شناسی، از جمله دمبرگ‌های بالدار، کلاهک‌هایی با برآمدگی‌های پایه در سطح پایین (اغلب به صورت ضمیمه) و پارچ‌های بالایی که معمولاً وسیع‌ترین نزدیک به پایه هستند، متحد می‌شوند.
نام گیاه از ماکسیمو راموس (Maximo Ramos)، گردآورنده گیاه‌شناسی فیلیپینی، که این نماد را با جی. پاسکازیو (J. Pascasio) جمع‌آوری کرد، گرفته شده است.
گیاهانی مطابق با توصیف گیاه‌پارچ راموس در استان‌های میندانائو، بوکیدنون، داوائو شرقی و سوریگائو و در یک «کوه منزوی» در جزیره‌ای نامشخص در حدود ۱۲۰ کیلومتری محل نوع مشاهده شده‌اند. این اکتشافات نشان می‌دهد که گیاه‌پارچ راموس ممکن است رایج‌ترین عضو «گروه گیاه‌پارچ باله‌دار» در جزیره میندانائو باشد.

## گیاه‌پارچ کوراتا
گیاه‌پارچ کوراتا (Nepenthes kurata) در سال ۲۰۱۳ به‌عنوان گونه‌ای شناخته شد که فقط از کوه مالیندانگ (Mount Malindang) در استان میسامی غربی، میندانائو شناخته شده است، جایی که در حدود ارتفاع ۱۴۰۰ متری ثبت شده است. این باعث می‌شود که آن را به یکی از غربی‌ترین گونه‌های گیاه‌پارچ در میندانائو تبدیل کند. (در سال ۱۹۹۵ گیاه‌پارچ شگرف در نزدیکی پولانکو (Polanco)، بیشتر در غرب یافت شد.
این آرایه قبلاً به‌عنوان گونه‌ای از گیاه‌پارچ باله‌دار جوره اکریستاتا در منوگراف ۱۹۰۸ گیاه‌پارچیان (Nepenthaceae (1908 monograph)) مکفارلن (John Muirhead Macfarlane) توصیف شده بود.
در تک‌نگاری در سال ۱۹۰۸، "Nepenthaceae". لقب خاص کوراتا به افتخار گیاه‌شناس شیگئو کوراتا (Shigeo Kurata) می‌پردازد که بیشتر به‌خاطر کتابش در سال ۱۹۷۶ به نام گیاه‌پارچ کوه کینابالو (Nepenthes of Mount Kinabalu) شناخته می‌شود. گیاه‌پارچ کوراتا به‌طور رسمی با گیاه‌پارچ راموس در سال ۲۰۱۶ مترادف شد.